# باشگاه فوتبال پافوس
باشگاه فوتبال پافوس (یونانی: Πάφος FC) نام یک تیم قبرسی می باشد که برای شهر پافوس می باشد و در لیگ دسته اول فوتبال قبرس حضور دارد.